# Radflugzeug
Radflugzeuge nannte man Flugzeuge mit einem Radfahrwerk im Unterschied zu Schwimmerflugzeugen, Flugbooten oder Flugzeugen auf Kufen. Einen Sonderfall bilden Amphibienflugzeuge wie die Consolidated PBY Catalina, die sowohl von Land wie vom Wasser aus starten und landen können.

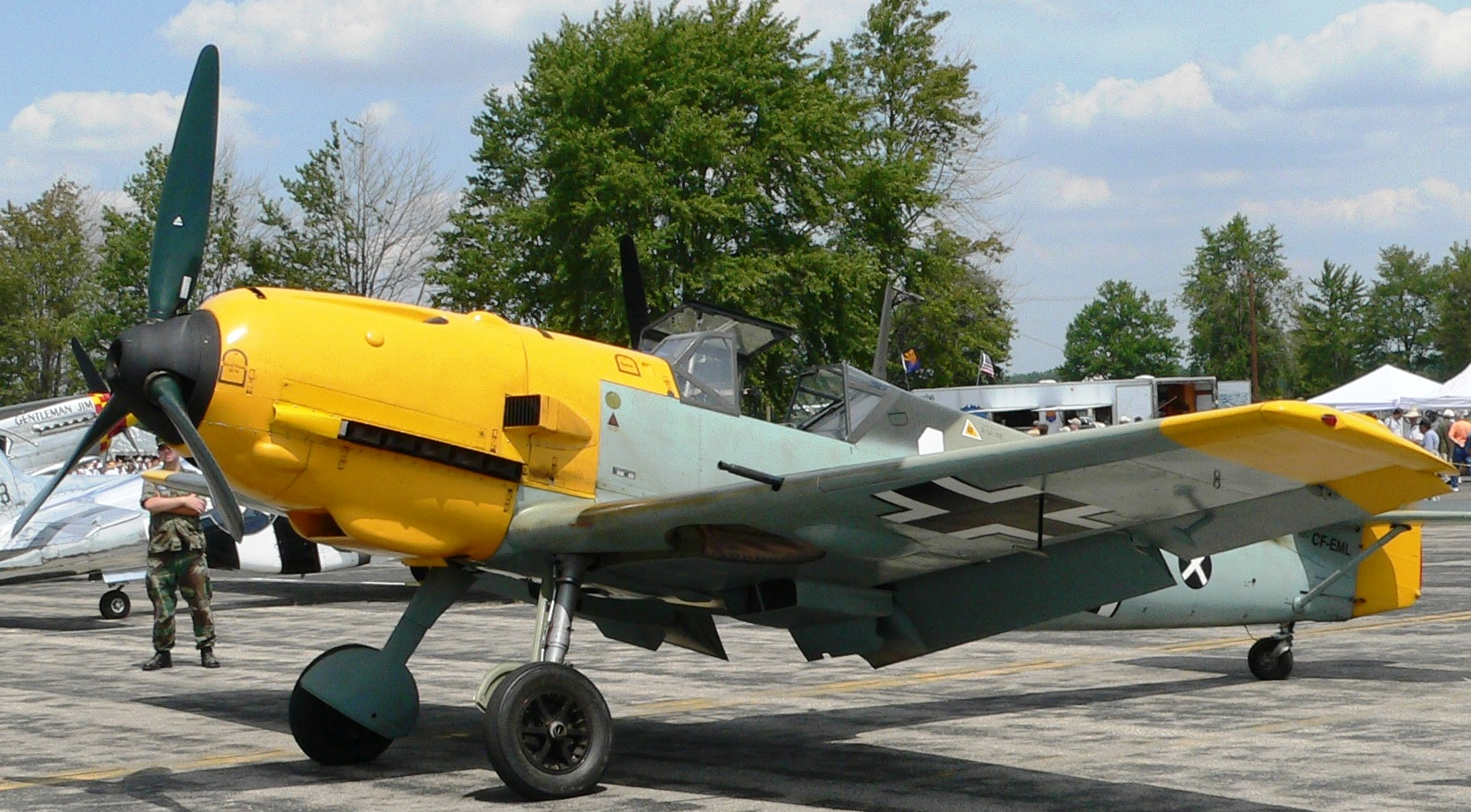
Radflugzeug mit Spornradfahrwerk

## Begriff
Die Bezeichnung Radflugzeug stammt aus den Anfängen der Luftfahrt, als Land- und Wasserflugzeuge in etwa gleichwertige Bedeutung hatten. Sie diente der klaren Unterscheidung beider Flugzeugarten.
Mit dem Aufkommen der flugzeugtragenden Schiffe wurde dieser Begriff auch wichtig, um dort gleichfalls klar zu unterscheiden, ob es sich um ein Wasserflugzeug für eine Verwendung auf Schiffen oder um ein Flugzeug für Flugzeugträger handelte. Im Zweiten Weltkrieg wuchs die Bedeutung des Radflugzeuges für die deutsche Kriegsmarine, wie auch für die Seestreitkräfte anderer Staaten.
Besonders im Zweiten Weltkrieg war es für Schiffe auf See wichtig zu erkennen, ob ein feindliches Flugzeug ein Rad- oder ein Wasserflugzeug war. Daraus ließ sich schließen, ob ein gegnerischer Flugzeugträger in der Nähe war, von dem Angriffe mit Bombern und/oder Torpedobombern drohten. Ebenso ließen gegnerische Flugzeuge mit Radfahrwerk im Küstenbereich, weit weg von gegnerischen Landflugplätzen, auf die Anwesenheit eines feindlichen Flugzeugträgers schließen. Mit dem Ende des Zweiten Weltkrieges waren die Aufgaben des Seekriegs aus der Luft weitgehend auf träger- und landgestützte Flugzeuge, eben Radflugzeuge, übergegangen, auch weil ihre Wirtschaftlichkeit höher war.

## Technik
Die Räder der Radflugzeuge dienen für Start und Landung und für die Bewegung der Maschinen am Boden, entweder an Land und/oder auf Flugzeugträgern. Das Radfahrwerk ist meistens als Dreibeinfahrwerk ausgelegt. Das heißt, zwei Beine am Schwerpunkt des Flugzeuges tragen das Gewicht der Maschine, während das dritte der Standsicherung dient. Die zwei gewichtstragenden Beine mit ihren Rädern sind etwa in Höhe unter den Tragflächen angeordnet, während sich das dritte Bein entweder unter dem Bug oder dem Heck des Flugzeuges befindet. Bis zum Ende des Zweiten Weltkrieges hatten die meisten Flugzeugtypen ein Spornrad.
Ausnahmen von den Dreibeinfahrwerken sind Tandemfahrwerke mit „Stützrädern“ an den Tragflächen oder Einradfahrwerke bei Segelflugzeugen.